# جون ويست
جون ويست (بالإنجليزية: John West)‏ هو نقابي وسياسي أسترالي، ولد في 27 يناير 1852 في المملكة المتحدة، وتوفي في 5 فبراير 1931 في أستراليا. حزبياً، نشط في حزب العمال الأسترالي. وقد انتخب عضو مجلس النواب الأسترالي عن دائرة Division of East Sydney ‏ (13 أبريل 1910 – 5 فبراير 1931).